# Ley Matampi
Vumi Ley Matampi est un footballeur international congolais né le 18 avril 1989 à Kinshasa. Il évolue au poste de gardien de but au Coastal Union.

## Biographie
Vumi Ley Matampi commence le football au BC ATT Sport puis rejoint, l'AS Vita club et ensuite en 2005, le DC Motema Pembe. Il dispute avec ce club 200 rencontres de championnat en six ans et remporte le championnat en 2005 et 2008 ainsi que la Coupe en 2006, 2009 et 2010. Ses bonnes performances en club lui valent d'être sélectionné pour la première fois en équipe nationale, pour un match amical contre l'Égypte, le 11 août 2010. Il entre en jeu à la 57e minute de la rencontre, perdue sur le score de six buts à trois, en remplacement de Mulopo Kudimbana. En février 2011, il fait partie du groupe appelé par le sélectionneur congolais Santos Muntubile pour disputer le Championnat d'Afrique des nations 2011. Il ne dispute aucune rencontre de la phase finale disputée au Soudan qui voit la RD Congo éliminée en quart de finale par la Tunisie sur le score d'un but à zéro. Un mois plus tard, il est appelé pour la deuxième fois en équipe nationale, par le sélectionneur français Robert Nouzaret, pour un match comptant pour les éliminatoires de la Coupe du monde 2014, disputé face à Maurice. Il n'entre pas en jeu lors de la rencontre remportée sur le score de trois buts à zéro.
Il rejoint, en décembre 2011, le Tout Puissant Mazembe avec qui il signe un contrat de six ans. Il retrouve dans ce club le titulaire de l'équipe nationale Robert Kidiaba et devient, comme en sélection, son remplaçant. En janvier 2012, il honore sa quatrième sélection en équipe nationale lors d'un match amical face à Oman qui se termine sur un match nul deux buts partout mais perd ensuite sa place, en raison de son statut de remplaçant en club. Il ne dispute que quatorze rencontres avec le TPM qui remporte en 2012 et 2013 le titre de champion. Il est prêté en novembre 2013 au club angolais de Kabuscorp, champion en titre de la Girabola,.
En 2016 il fait partie de l'épopée du Chan et fut un des acteurs principaux de la RD Congo notamment en s'illustrant en demi-finale contre la Guinée.
Le 22 octobre 2016, Matampi quitte le Daring Club Motema Pembe pour rejoindre le Sharks XI FC.
Le 26 octobre 2016, quatre jours après son arrivée au Sharks XI FC, le Tout Puissant Mazembe dit que Matampi sera à Mazembe, pour avoir fait le transfert de Matampi sur le dos de Mazembe.
Il participa à la Coupe d'Afrique des nations de football en 2017 et 2019. Il fut titulaire dans tous les matchs de son équipe. 
C'est en 2020 que l'international congolais a été recruté par une équipe populaire de la ville de Lubumbashi qui est le FC Lupopo et c'est grâce au président du club Pascal Beveraggi qui lui a annoncé au club et vers le mois d’août le gardien a rejoint le club et il devient le joueur à avoir joué dans toutes les 4 grandes équipes de la république démocratique du Congo et il est devenu titulaire dans l'équipe chère de Pascal Beveraggi. Son premier match officiel du championnat national vodacom league 1 a vu le fc st loi Lupopo s'imposer devant le js groupe bazano ou nous allons noter que le gardien matampi a été exceptionnel en arrêtant un penalty et jusque là il en est à 3 matchs joués, 1 but encaissé lors du match nul entre Maniema union vs fc st loi Lupopo (1 but partout).

## Palmarès
- Champion de République démocratique du Congo en 2005 et 2008 avec DC Motema Pembe et, en 2012 et 2013 avec le Tout Puissant Mazembe.
- Vainqueur de la Coupe en 2006, 2009 et 2010 avec DC Motema Pembe.
- Vainqueur du CHAN 2016 avec la  République démocratique du Congo.
- Vainqueur de la Coupe de la confédération 2017.